# Bell (Hunsrück)
Bell település Németországban, Rajna-vidék-Pfalz tartományban. Lakosainak száma 1463 fő (2023. december 31.). Bell Uhler, Wüschheim, Kappel, Mastershausen, Buch, Kastellaun és Hasselbach községekkel határos.

## Népesség
A település népességének változása:
| Lakosok száma | 1259 | 1443 | 1437 | 1414 | 1435 | 1441 | 1463 |
|               | 1975 | 2014 | 2017 | 2019 | 2021 | 2022 | 2023 |